# Lovebug Starski
Pour les articles homonymes, voir Kevin Smith et Smith.
Kevin Smith, dit Lovebug Starski, né le 16 mai 1960 dans le Bronx (New York) et mort le 8 février 2018 à Las Vegas (Nevada), est un rappeur, disc jockey et producteur américain.

## Biographie
Kevin Smith est né dans le quartier du Bronx à New York et y a grandi à la fin des années 1960 et au début des années 1970. Il lance sa carrière musicale en 1971 avec plusieurs DJs locaux. En 1978, il devient le disc jockey du club Disco Fever (illustré dans le film Beat Street).
Durant les années 1980, il se produit à Harlem, quartier célèbre à l'époque pour ses battles. Lovebug Starski est le premier artiste de hip-hop à donner rendez-vous au public dans un stade. Il est en grande partie responsable de ce qu'est le rap actuel[réf. nécessaire]. En utilisant chaque outil à sa disposition, il fait partie des rares DJs capables d'assurer le rôle de DJ et de MC en même temps sur scène. Tandis qu'il voyage constamment et participe à des soirées pour différents clubs et clients, il trouve toujours le temps et les moyens d'apporter son style old-school. Ses premiers enregistrements sont rares. Durant les années 1980, il publie un single appelé Positive Life qui a été samplé par la suite par le groupe anglais MARRS avec le titre Pump Up the Volume., Enregistré et publié en 1987, ce titre devient numéro un des ventes dans plusieurs pays et est généralement considéré comme une étape importante dans le développement de la house music britannique et du sampling. Pendant ce temps, Kevin continue à travailler étroitement sur la bande son du film Rappin’ qui atteint la 68e place des Billboard Hot RnB/Hip-Hop Singles and Tracks.
En 1986, il sort finalement un album intitulé House Rock au label Epic Records, duquel est extrait le single You've Gotta Believe (47e place des Billboard Dance Music/Club Play Singles), enregistré en live au Disco Fever en 1983, et produit par Larry Smith et Kurtis Blow. Il contient également son single à succès, Amityville (The House on the Hill), une parodie du film The Amityville Horror classée 12e de l'UK Singles Chart en 1986.
Le 8 février 2018, son ami de toujours, Chuck D, révèle sa mort à la suite d'une crise cardiaque.

## Discographie

### Albums studio
- 1986 : House Rocker

### Singles
- 1980 : Gangster Rock
- 1981 : Dancin' Party People
- 1981 : Positive Life
- 1983 : You've Gotta Believe
- 1984 : Do the Right Thing
- 1985 : Rappin'
- 1986 : House Rocker
- 1986 : Amityville (House on the Hill)
- 1986 : Saturday Night